# 法比恩·法蘭科
法比恩·約瑟·法蘭科（英語：Fabien Joseph Frankel，1994年4月6日—）是一位英格兰男演員。他知名於在HBO奇幻電視劇《龍族前傳》中飾演主要角色克里斯頓·科爾爵士（Ser Criston Cole）。

## 早年生活
法比恩·約瑟·法蘭科在1994年4月6日出生於英格兰西倫敦的切爾西及西敏醫院，他的父母是英國演員馬克·法蘭科和法國廣告經理卡羅琳·貝松（Caroline Besson）。他父親的家族是來自伊拉克的伊拉克猶太人。他的父親在他兩歲時死於車禍，而當時母親正懷著他的弟弟麥克斯（Max）。兩兄弟在伦敦由母親撫養長大，他們在家會用法语溝通。母親亦會每星期帶他們去電影院一次，並向他們介紹電影。
法蘭科在皇家戏剧艺术学院報讀為期一年的基礎課程，然後於2017年在倫敦音樂與戲劇藝術學院取得專業表演文学学士學位。

## 職業生涯
法蘭科的職業生涯始於2017年在查令閣劇院演出《知識》（英語：The Knowledge）。2019年，他在浪漫喜劇電影《去年聖誕節》中首次亮相銀幕。同年，他在ABC《紐約重案組》潛在外傳的試播集中飾演主角西奧·西波維奇（Theo Sipowicz）。
2021年，法蘭科在BBC One和Netflix犯罪劇《蛇惑》中飾演多米尼克·雷內洛（Dominique Renelleau）。他在2022年HBO奇幻電視劇《龍族前傳》中飾演主要角色克里斯頓·科爾爵士（Ser Criston Cole），該劇是《權力遊戲》的前傳，改編自喬治·R·R·馬丁的2018年小說《血與火》。同年，他在獨立喜劇電影《威尼斯破曉》中飾演狄克遜（Dixon）。

## 作品列表
| † | 表示尚未發行的作品 |

### 電影
| 年份 | 標題           | 角色       | 附註 |
| ---- | -------------- | ---------- | ---- |
| 2019 | 《去年聖誕節》 | 法比恩（Fabien） |      |
| 2022 | 《威尼斯破曉》 | 狄克遜（Dixon） |      |
| 2023 |                |            | 短片 |

### 電視
| 年份       | 標題                      | 角色                  | 電視台  | 附註                                         |
| ---------- | ------------------------- | --------------------- | ------- | -------------------------------------------- |
| 2019       | 《紐約重案組》 （英語：NYPD Blue） | 西奧·西波維奇（Theo Sipowicz）     | ABC     | 電視電影（試播集）                           |
| 2021       | 《蛇惑》                  | 多米尼克·雷內洛（Dominique Renelleau）   | BBC One | 迷你劇；常設角色；4集                        |
| 2021       |                           | 加斯帕·雪佛蘭（Gaspar Chevrolet）     | BBC One | 主要角色；單集：“Gone Today. Here Tomorrow.” |
| 2022－現在 | 《龍族前傳》              | 克里斯頓·科爾爵士（Ser Criston Cole） | HBO     | 主要角色                                     |

### 舞臺
| 年份 | 標題                | 角色       | 會場           |
| ---- | ------------------- | ---------- | -------------- |
| 2017 | 《知識》 （英語：The Knowledge） | 克里斯（Chris） | 伦敦查令閣劇院 |

## 外部連結
- 法比恩·法蘭科在互联网电影资料库（IMDb）上的資料（英文）
- 法比恩·法蘭科的Instagram帳戶